# George Bishop (Musiker)
George Bishop (* 2. Mai 1947  in Philadelphia, Pennsylvania; † 13. Oktober 2005) war ein US-amerikanischer Saxophonist und Gründungsmitglied der Formation Jazzkantine.

## Leben
Bishop wuchs in Philadelphia auf und spielte seit dem Alter von acht Jahren Klarinette. Er spielte in Schulbands, studierte später Musik und schloss mit einem Diplom ab. Ab 1979 lebte er in Braunschweig.
George Bishop war ein Multiinstrumentalist: er spielte Altsaxophon, Tenorsaxophon, Bassklarinette und Flöte. Zudem spielte er Bass und Keyboard. Sein ursprünglicher Stil war der Bop. Außerdem wuchs er in der Generation des Free Jazz auf. Er spielte als Studiomusiker für Dancing Fantasy und nahm mit ihnen vier CDs auf (3 davon kamen in die Billboard Charts).
Er gehörte zu den Gründungsmitgliedern der Formation Jazzkantine aus Braunschweig.

## Diskografie
- Like a Butterfly, (1992) IC 720.175 (mit Tom Bennecke, Romy Camerun, Abbey Rader)
- Colour Love, (1994) IC 87 2232-2 (mit Tom Bennecke), OCLC 725015941
- Pure Cruisin, (1997) 1201 Music, Blue Orchid